# 今宮神社 (京都市右京区)

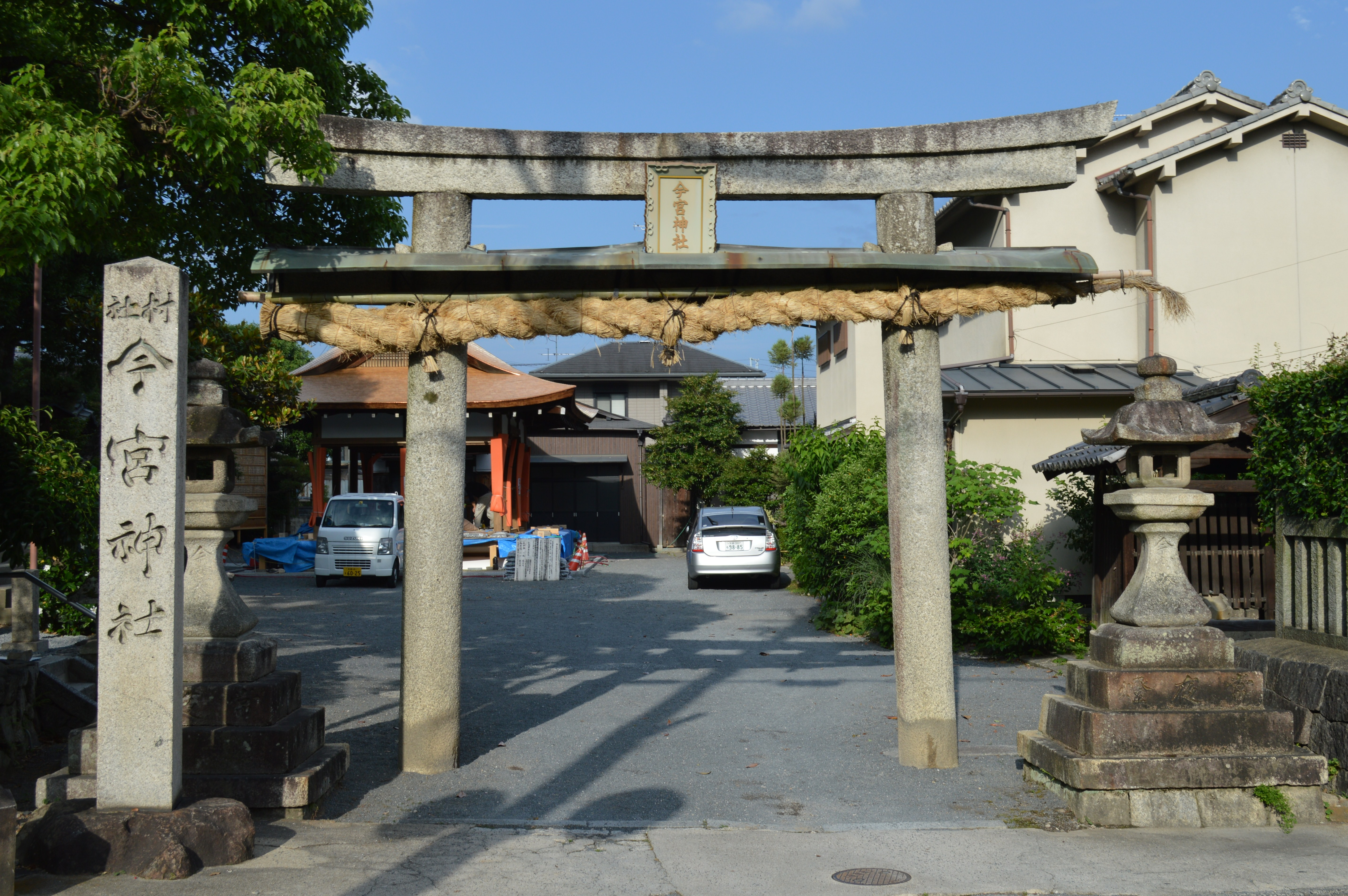
鳥居と舞台

今宮神社（いまみやじんじゃ）は、京都府京都市右京区花園にある神社（御霊社）。かつては祇花園社（ぎけおんしゃ、ぎはなぞのしゃ）、花園社（はなぞのしゃ）とも呼ばれた。社格は旧村社。右京区花園や右京区太秦安井などの産土神である。

## 祭神
- 素戔鳴命（スサノオノミコト）[3]

## 歴史
三条天皇の代の1015年（長和4年）、同年に流行した疫病を鎮めるために創祀された。その後一時的に衰退したが、後冷泉天皇の代の1052年（永承7年）にも疫病が流行したため、御霊会を行い、ふたたび当地に神社が造成された。なお、京都市北区紫野にある同名の今宮神社（994年創建）も、疫病を鎮めるための御霊会を起源とする神社（御霊社）である。神仏混淆の時代には法金剛院や仁和寺の鎮守社であり、1644年（寛永21年）には覚深法親王によって、仁和寺再興の一環として今宮神社の本殿、拝殿、末社が建造された。本殿は1960年（昭和35年）、1966年（昭和41年）、1978年（昭和53年）に改修されている。1868年の神仏分離令後には厄除神今宮大明神となった。

## 文化財
- 京都市指定有形文化財

一間社流造本殿（1984年指定）

## 行事
例祭の今宮祭は10月16日であり、神輿の巡行などが行われる。

## 現地情報
所在地
- 京都府京都市右京区花園伊町17

交通アクセス
- 最寄駅：JR山陰本線（嵯峨野線）花園駅から北に300m
- 最寄バス停：京都市営バス・京都バス 「花園駅前」または「妙心寺前」から150m

周辺
- 丸太町通の北側、妙心寺道の南側に位置しており、北すぐには妙心寺が、南西200m先には法金剛院がある。